# 卢广 (摄影师)
卢广（1961年—）是中国大陸自由摄影记者，男，浙江金华人。中国摄影家协会会员，金华市摄影家协会副主席。其作品坚持大型纪实题材，展现了社会、环境及经济问题，曝光了“西部大淘金、吸毒禁毒、小煤窑、艾滋病村以及京杭大运河、三峡、青藏铁路建设”。其关于环境破坏与污染的叙事，触碰了中華人民共和国政府相对敏感的题材，引起了业界社会的极大感叹，也为卢广带来了荣誉。
他曾获得3项世界新闻摄影比赛（又称荷赛）大奖、Henri Nannen新闻摄影奖、2009年W. Eugene Smith Grant、国家地理与2013年度克劳斯亲王奖。
他作为第一位受到美国政府邀请的中国摄影师，在纽约以访问学者身份居住。其于2018年11月，在中国新疆失联。

## 生平

### 生活
卢广于1961年出生于浙江金华下辖的永康市，在1980年进入永康的丝绸工厂工作。
其于90年代有一段婚姻，于1993年告终，并间接促使其北上攻读摄影；在东奔西走的摄影生活中，结识了徐小莉，并于1998年12月4日举行了婚礼。
卢广在21世纪第二个十年，于纽约居住，他也是第一位受到美国政府邀请作为访问学者的中国摄影师。

### 摄影生涯
采访显示，卢广在18岁那年，偶然的机会接触到了照相机，从此开始了摄影生涯。1987年，其在永康开设以自己名字命名的照相馆，并且工作了六年。在1993年，奔赴北京，进入中央工艺美术学院（现清华大学美术学院）进修摄影，直到1996年初。
1994年，卢广奔赴西部地区反映当地淘金浪潮，完成组照《西部大淘金》，并且开始形成其纪实风格特色。在90年代中后期一度回归其家乡的摄影工作室事业与家庭，但于2001年复出，并且积极参加国际摄影赛事。这期间完成了非典及艾滋病与人的关系，中国的环境污染关注等主题作品。
其在中国大陆，作为摄影记者合作的媒体有中国新闻周刊、南方都市报与南方周末等。在中国以外地区，作品在国家地理、卫报及绿色和平上出现。
作为其摄影成就的表彰，在2009年获得尤金·史密斯人道主义摄影奖，在2013年获克劳斯亲王奖。

### 2018~2019年新疆失联事件
2018年11月，在中国新疆的一次研讨会行程中失去联络，并引发关注。在其12月12日的Twitter发布中，宣称家属接到喀什警方电话通知，确认卢广被喀什地区公安局逮捕。
2019年9月9日，徐小莉在推特 （页面存档备份，存于）中称：“感谢大家一直以来的关心关注，我的先生卢广几个月前已经在家，他现在工作和生活都很好。我们希望安安静静生活，不想被打扰，所以一直没有发布消息告诉各位朋友。恕不一一回复，再次感谢！”表明卢广在几个月前已经安全回家，但并未说明卢广是因何原因而被新疆警方带走。

## 作品
- 西部淘金者 1994
- 喜马拉雅的枪声
- 吸毒者 1996
- 非典
- 艾滋病村
- 环境污染
- 发展与污染

## 奖项
- 2004年： 一等奖, 世界新闻摄影比赛，当代问题类别，关于河南省农民卖血感染艾滋病的故事[2][12][1][13]
- 2008年： 來自Gruner + Jahr的Henri Nannen新闻摄影奖（英语：Gruner + Jahr#Henri Nannen Prizes）[14]
- 2009年：  來自尤金·史密斯紀念基金的W. Eugene Smith Grant 30,000美元，用于他在中国的污染项目[6][15]
- 2010年： 国家地理摄影资金，支持记录中国的污染，及其对人们生活影响的项目[16]
- 2011年：三等奖，世界新闻摄影比赛，现场新闻类[17]
- 2013年：克劳斯亲王奖
- 2015年：三等奖，世界新闻摄影比赛，长期项目类，发展与污染 Development and Pollution[12][18]